# Басалт (Айдахо)
Басалт (англ. Basalt) — місто в окрузі Бінґгем, штат Айдахо, США. Згідно з переписом 2010 року населення становило 394 особи, що на 25 осіб менше, ніж 2000 року.

## Географія
Басалт розташований за координатами 43°18′52″ пн. ш. 112°9′54″ зх. д. / 43.31444° пн. ш. 112.16500° зх. д. (43.314309, -112.164975).  За даними Бюро перепису населення США в 2010 році місто мало площу 0,76 км², уся площа — суходіл.

## Демографія

### Перепис 2010 року
Згідно з переписом 2010 року, у місті проживало 394 особи у 132 домогосподарствах у складі 108 родин. Густота населення становила 507,1 особи/км². Було 142 помешкання, середня густота яких становила 182,7/км². Расовий склад міста: 90,6 % білих, 0,8 % індіанців, 6,9 % інших рас, а також 1,8 % людей, які зараховують себе до двох або більше рас. Іспанці та латиноамериканці незалежно від раси становили 13,2 % населення.
Із 132 домогосподарств 39,4 % мали дітей віком до 18 років, які жили з батьками; 61,4 % були подружжями, які жили разом; 17,4 % мали господиню без чоловіка; 3,0 % мали господаря без дружини і 18,2 % не були родинами. 15,9 % домогосподарств складалися з однієї особи, у тому числі 9,8 % віком 65 і більше років. У середньому на домогосподарство припадало 2,98 мешканця, а середній розмір родини становив 3,31 особи.
Середній вік жителів міста становив 33 роки. Із них 29,4 % були віком до 18 років; 7,9 % — від 18 до 24; 23,4 % від 25 до 44; 20,9 % від 45 до 64 і 18,5 % — 65 років або старші. Статевий склад населення: 46,2 % — чоловіки і 53,8 % — жінки.
Середній дохід на одне домашнє господарство  становив 40 899 доларів США (медіана — 33 214), а середній дохід на одну сім'ю — 43 205 доларів (медіана — 35 000). Медіана доходів становила 24 583 долари для чоловіків та 31 250 доларів для жінок. За межею бідності перебувало 14,8 % осіб, у тому числі 26,5 % дітей у віці до 18 років та 1,4 % осіб у віці 65 років та старших.
Цивільне працевлаштоване населення становило 131 осіб. Основні галузі зайнятості: роздрібна торгівля — 18,3 %, виробництво — 16,8 %, освіта, охорона здоров'я та соціальна допомога — 15,3 %, будівництво — 14,5 %.

### Перепис 2000 року
Згідно з переписом 2000 року, у місті проживало 419 осіб у 121 домогосподарствах у складі 106 родин. Густота населення становила 557,9 особи/км². Було 133 помешкання, середня густота яких становила 177,1/км². Расовий склад міста: 84,96 % білих, 4,77 % індіанців, 8,35 % інших рас і 1,91 % людей, які зараховують себе до двох або більше рас. Іспанці та латиноамериканці незалежно від раси становили 14,80 % населення.
Із 121 домогосподарства 47,9 % мали дітей віком до 18 років, які жили з батьками; 72,7 % були подружжями, які жили разом; 8,3 % мали господиню без чоловіка, і 11,6 % не були родинами. 11,6 % домогосподарств складалися з однієї особи, у тому числі 7,4 % віком 65 і більше років. У середньому на домогосподарство припадало 3,46 мешканця, а середній розмір родини становив 3,68 особи.
Віковий склад населення: 37,5 % віком до 18 років, 8,6 % від 18 до 24, 23,9 % від 25 до 44, 19,3 % від 45 до 64 і 10,7 % від 65 років і старші. Середній вік жителів — 28 років. Статевий склад населення: 50,4 % — чоловіки і 49,6 % — жінки.
Середній дохід домогосподарств у місті становив US$36 719, родин — $38 542. Середній дохід чоловіків становив $28 750 проти $21 250 у жінок. Дохід на душу населення в місті був $13 185. Приблизно 7,1 % родин і 10,9 % населення перебували за межею бідності, включаючи 16,1 % віком до 18 років і 7,1 % від 65 і старших.